# Helene Madison
Helene Madison (Estados Unidos, 19 de junio de 1913-27 de noviembre de 1970) fue una nadadora estadounidense especializada en pruebas de estilo libre corta y media distancia, donde consiguió ser campeona olímpica en 1932 en los 100  y 400 metros.

## Carrera deportiva
En los Juegos Olímpicos de Los Ángeles 1932 ganó la medalla de oro en los 100 metros libre, por delante de la neerlandesa Willy den Ouden y su compatriota estadounidense Eleanor Saville; oro en los 400 metros libre, por delante de Lenore Kight y la sudafricana Jenny Maakal; y también el oro en los relevos de 4x100 metros libre, por delante de Países Bajos y Reino Unido (bronce).